# Stine Bredal Oftedal
Stine Bredal Oftedal, född 25 september 1991, är en norsk handbollsspelare. Hon spelar som mittnia i den ungerska klubben Győri Audi ETO KC.

## Karriär

### Klubblagsspel
Hon kommer från Nittedal och började spela handboll i  Nit/Hak HK. Hon sökte sig sedan till Fjellhammer IL innan hon fortsatte sin karriär i  Helset IF. Helset IF är farmarklubb till Stabæk Håndball och hon spelade för Stabæk 2008–2009 medan hon formellt tillhörde klubben Helset IF. År 2013 lämnade hon Norge för att spela för Issy Paris i Frankrike där hon var lagkamrat med Alison Pineau och sin syster Hanna Bredal Oftedal. Hon spelade för klubben i fyra säsonger och gick 2017 till Györi Audi ETO KC där hon sedan spelat under sju säsonger och vunnit Champions League tre gånger med klubben.

### Landslagsspel
Bredal Oftedal spelade för det norska ungdomslandslaget och vann guld i U19-EM 2009 och U20-VM 2010 med detta landslag. Hon debuterade i A-landslaget 2010 och var med och vann sin första EM-titel 2010 då Norge besegrade Sverige i EM-finalen. Hon har sedan varit med om att vinna tre VM-guld 2011, 2015och 2021 med norska landslaget, där hon nu spelar som lagkapten. Hon har vunnit fem EM-guld med Norge 2010, 2014, 2016, 2020 och 2022. I OS tog hon bronsmedalj i Rio 2016, vilken hon också var med och försvarade 2020. 2024 i Paris OS vann hon  guld med Norge. Bredal Oftedal blev uttagen till världens bästa damhandbollsspelare 2019 av IHF.

## Meriter i klubblag
- EHF Champions League:
  -  2018, 2019 och 2024
- Ungerska Ligan:
  -  2018, 2019, 2022 och 2023
- Ungerska Cupen:
  -  2018, 2019 och 2021

## Individuella utmärkelser
- Årets bästa handbollsspelare i världen: 2019
- All-Star mittnia i EHF Champions League: 2019, 2020, 2021, 2022
- MVP i EHF Champions League Final-four: 2024[7]
- All-Star mittnia i EM: 2018, 2020, 2022
- All-Star mittnia i VM: 2015[8], 2023[9]
- All-Star mittnia i OS:2024
- MVP i VM: 2017[10]
- Årets utländska spelare i Ungern: 2019
- All-Star mittnia Franska ligan: 2014, 2016
- MVP Franska ligan: 2014
- All-Star mittnia Norska ligan: 2011
- All-Star mittnia i U20-VM: 2010
- All-Star vänstersexa vid U18 European Open: 2008

## Privatliv
Bredal Oftedal studerade vid BI Norwegian Business School. Under junioråren kastade hon spjut. Hon är äldre syster till handbollsspelaren Hanna Bredal Oftedal. Hon är i ett förhållande med den tyska handbollsspelaren Rune Dahmke.